# Марфино (Астраханська область)
Марфино (рос. Марфино) — село у Володарському районі Астраханської області Російської Федерації.
Населення становить 3268 осіб (2010). Входить до складу муніципального утворення Марфинська сільрада.

## Історія
Населений пункт розташований на території українського етнічного та культурного краю Жовтий Клин. Згідно із законом від 6 серпня 2004 року органом місцевого самоврядування є Марфинська сільрада.

## Населення
| 1959 | 2002  | 2010  |
| ---- | ----- | ----- |
| 3404 | ↘3327 | ↘3268 |